# Косу, Анастасия Олаири Олаовеевна
Анастаси́я Ола́ири Олаовеевна Косу (род. 21 апреля 2005, Курск) — российская баскетболистка, тяжёлый форвард клуба «УГМК» (Екатеринбург). Победительница чемпионата Европы среди девушек до 16 лет 2019 года в Северной Македонии, на котором была признана самым ценным игроком этого турнира. Кроме этого она выступает в женской национальной баскетбольной ассоциации за команду «Миннесота Линкс», которой была выбрана на драфте ВНБА 2025 года во втором раунде под общим пятнадцатым номером.

## Карьера

### В клубе
Трижды признавалась самым ценным игроком первенства России среди девушек 2004 года рождения, 3 раза входила в состав символической пятёрки первенства России среди девушек 2003 и 2004 года рождения выступая за курское «Динамо».
Дебютировала в Премьер-лиге 11 октября 2020 года против новосибирского «Динамо» в возрасте 15 лет 5 месяцев и 16 дней. Дебютировала в Евролиге 4 декабря 2020 года в 15 лет 7 месяцев и 14 дней против испанской «Perfumerías Avenida».

### В сборных
На чемпионате Европы среди девушек до 16 лет 2019 года в составе сборной России провела 7 матчей, в среднем набирала по 19,3 очка, делала по 14,9 подбора, 2,4 результативной передачи, 2 блок-шота и 1,3 перехвата. В финале сделала дабл-дабл, набрав 27 очков, сделав 14 подборов, 3 передачи и 1 перехват. Была признана самым ценным игроком турнира и попала в символическую пятёрку.
В ноябре 2020 года получила вызов в сборную России на матчи отборочного турнира к чемпионату Европы 2021 против Швейцарии и Боснии и Герцеговины, но не прошла медицинское обследование.

## Личная жизнь
Её родители познакомились в Испании. Отец профессионально играл в баскетбол, а мать приехала туда учиться на переводчика с испанского. Второе имя — Олаири — досталось от отца, который родом из Нигерии, в его родословной были вожди африканских племён. Олаири в переводе означает «Дочь вождя».

## Достижения
- Чемпион Европы 2019 среди девушек до 16 лет, MVP турнира
- Чемпион, MVP и лучший центровой чемпионата ДЮБЛ 2018/19
- Серебряный призёр и лучший тяжёлый форвард Суперлиги-1 2019/20
- Серебряный призёр Кубка России 2020/21
- Лучший тяжёлый форвард Суперлиги-1 2020/21
- Чемпион и MVP Суперлиги-1 2021/22
- Обладательница Супер Кубка России 2022/23 2023/24
- Обладательница Кубка России 2021/22 2022/23 2023/24
- Победительница чемпионата Премьер-Лиги 2021/22 2022/23 2023-24
- Вице-чемпион Всероссийской спартакиады 2022
- Возглавила тoп-50 лучших юниорок России Топ-50 лучших юниорок и юниоров РФБ
- Лучший игрок финального матча Кубка России 2022
- Игрок символической пятёрки регулярного чемпионата России среди женских команд премьер-лиги сезона 2023-24